# تيم مور (كاتب أغاني)
تيم مور (بالإنجليزية: Tim Moore)‏ هو مغني وكاتب أغاني أمريكي، ولد في 31 ديسمبر 1949 في نيويورك في الولايات المتحدة.

## وصلات خارجية
- تيم مور على موقع ميوزك برينز (الإنجليزية)
- تيم مور على موقع أول ميوزيك (الإنجليزية)
- تيم مور على موقع ديسكوغز (الإنجليزية)